# Celleporaria schubarti
Celleporaria schubarti är en mossdjursart som beskrevs av Ernst Marcus 1939. Celleporaria schubarti ingår i släktet Celleporaria och familjen Lepraliellidae. Inga underarter finns listade i Catalogue of Life.